# Phyllodrepa gracilicornis
Phyllodrepa gracilicornis är en skalbaggsart som först beskrevs av Leon Fairmaire och Joseph Alexandre Laboulbène 1856.  Phyllodrepa gracilicornis ingår i släktet Phyllodrepa, och familjen kortvingar. Arten är reproducerande i Sverige.